# Jetlag
Jetlag – singel polskich raperów Kiza i Masnego Bena z albumu studyjnego, zatytułowanego Ostatni taniec. Singel został wydany 30 maja 2022.
Nagranie otrzymało w Polsce status platynowej płyty.

## Geneza utworu i historia wydania
Utwór napisali i skomponowali BeMelo, Patryk Woziński i Michał Baron.
Singel ukazał się w formacie digital download 30 maja 2022 w Polsce za pośrednictwem wytwórni płytowej Spacerange. Kompozycja została umieszczona na siódmym albumie studyjnym Kiza – Ostatni taniec.

## Teledysk
Do utworu powstał teledysk, który udostępniono 31 maja 2022 za pośrednictwem serwisu YouTube.

## Lista utworów
- Digital download[6]

1. „Jetlag” – 2:58

## Certyfikaty
| Kraj          | Certyfikat      |
| ------------- | --------------- |
| Polska (ZPAV) | platynowa płyta |